# Cuspide

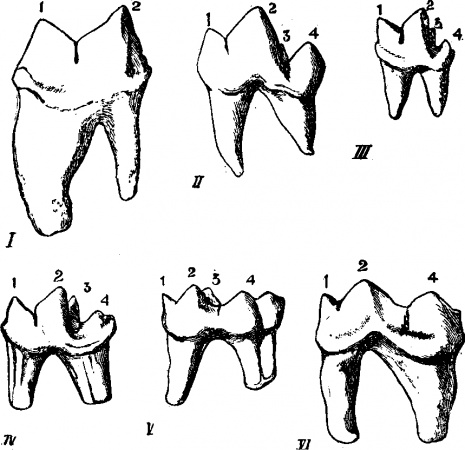
Cuspides (légende no 1 et 2) et tubercule (légende no 3) d'un carnivore.

La cuspide est une éminence coronaire (i.e. de la couronne) de forme convexe et de volume variables qui est présente sur la face occlusale (face supérieure des dents, qui s'emboite avec celle de la dent en vis-à-vis) d'une dent jugale (prémolaire ou molaire) ou le bord libre d'une canine. Elle se distingue du tubercule, élévation coronaire présente sur les faces autres que les faces occlusales (exemples : tubercule de Carabelli ; cingulum sur les incisives et canines et qui est une réminiscence odontogénétique des cuspides).
L’intercuspidie est le contact entre dents antagonistes (point de vue statique), l’intercuspidiation est la mise en contact de ces dents (notion de cinématique mandibulaire). L'intercuspidie maximale désigne la position de contact entre les deux arcades dentaires (en) où les cuspides dentaires ont un maximum de contact.
La morphologie de la couronne, le nombre, la forme et la disposition des cuspides des dents jugales, le nombre et la longueur de leurs racines et l'épaisseur de l'émail dentaire renseignent sur l'espèce de vertébré (vivant ou fossile) et son régime alimentaire.

## Caractéristiques chez l'homme
Une cuspide est formée de quatre arêtes convergentes (arête mésiale, distale, occlusale, vestibulaire) et est divisée en deux versants par une crête (versant externe et interne). Les cuspides permettent de distinguer les différentes classes de dents : canine uni ou monocuspidée, prémolaire généralement bicuspidée, molaire pluri ou multicuspidée.
- Les cuspides primaires sont les cuspides vestibulaire des dents inférieures et les cuspides palatines des dents supérieures. Les cuspides primaires sont aussi appelées cuspides supports, car elles supportent l'occlusion dans les mouvements de la mandibule. Elles sont arrondies.
- Les cuspides secondaires sont les cuspides linguales des dents inférieures et les cuspides vestibulaires de dents supérieures. Les cuspides secondaires sont aussi appelées cuspides guides, car elles guident l'occlusion dans les mouvements de la mandibule. Elles sont pointues.

Lors de l'occlusion, on parle de points d'impacts pour le(s) point(s) situé(s) dans les fosses et les crêtes marginales et de points de contacts pour les points situés sur les cuspides et les versants cuspidiens des dents en contacts.
On parle alors de contact monopodique (un point d'impact/contact), bipodique (deux points d'impacts/contacts) ou tripodique (trois points d'impacts/contacts).